# Wilhelm Garvens (Industrieller)
Karl Wilhelm Friedrich Garvens, Rufname Wilhelm, 1908 geadelt mit Namensmehrung zu von Garvens-Garvensburg (* 31. Juli 1841 in Hannover; † 14. Februar 1913 ebenda) war ein deutscher Kaufmann und Unternehmer.

## Familie
Sein Vater, der Kaufmann Heinrich Theodor Garvens (1805–1890), war Mitinhaber der nach seinem Partner, dem Kaufmann Senator Carl Wilhelm Runde (* 16. August 1785; † 3. Februar 1859), benannten Firma für „Material-, Colonial-, Drogen- und Farben-Handel en gros und en detail“, und nach dessen Tod der Alleininhaber. 1865 gründete er eine Maschinen- und Pumpenfabrik, aus der 1872/1873 die Firma Garvens & Comp. hervorging. In den Kriegsjahren 1870/1871 baute das Unternehmen die damals bekannten Abessinier-Brunnen-Pumpen.
Wilhelm Garvens heiratete am 20. Oktober 1868 in Döhren Wilhelmine Helene Elisabeth Fiedeler (1849–1920), die Tochter des Ziegelei- und Rittergutsbesitzers Carl Georg Fiedeler. Der Ehe entsprossen zwei Töchter und zwei Söhne.

## Wirken
Wilhelm arbeitete im väterlichen Betrieb und gründete Anfang der 1870er Jahre die Commandit-Gesellschaft für Pumpen- und Maschinenfabrikation W. Garvens, die zehn Jahre später das größte Unternehmen dieser Art in Europa war. 1879 gründete er eine Niederlassung in Wien mit Hilfe von Philipp Götzl, der dort Direktor wurde. Von Wien aus belieferte Garvens die Länder der österreichisch-ungarischen Monarchie und die Balkanländer. Wilhelm Garvens übernahm auch die Leitung des Unternehmens Garvens & Comp., das sich auf die Herstellung von Waagen und Wägemaschinen, von Haushaltswaagen bis Eisenbahnwaagen spezialisierte und 1883 nach Wülfel verlegt wurde. 1899 wurden beide Werke unter dem Namen Garvenswerke zusammengefasst.
1894–1898 ließ Wilhelm Garvens sich in Züschen die Garvensburg im Stil des Historismus errichten. Zum Bau der Brücke über die Eder in Wega 1894/1895 spendete er 6000 Reichsmark, denn ihm war daran gelegen, dass man bequem von und nach Bad Wildungen reisen konnte.

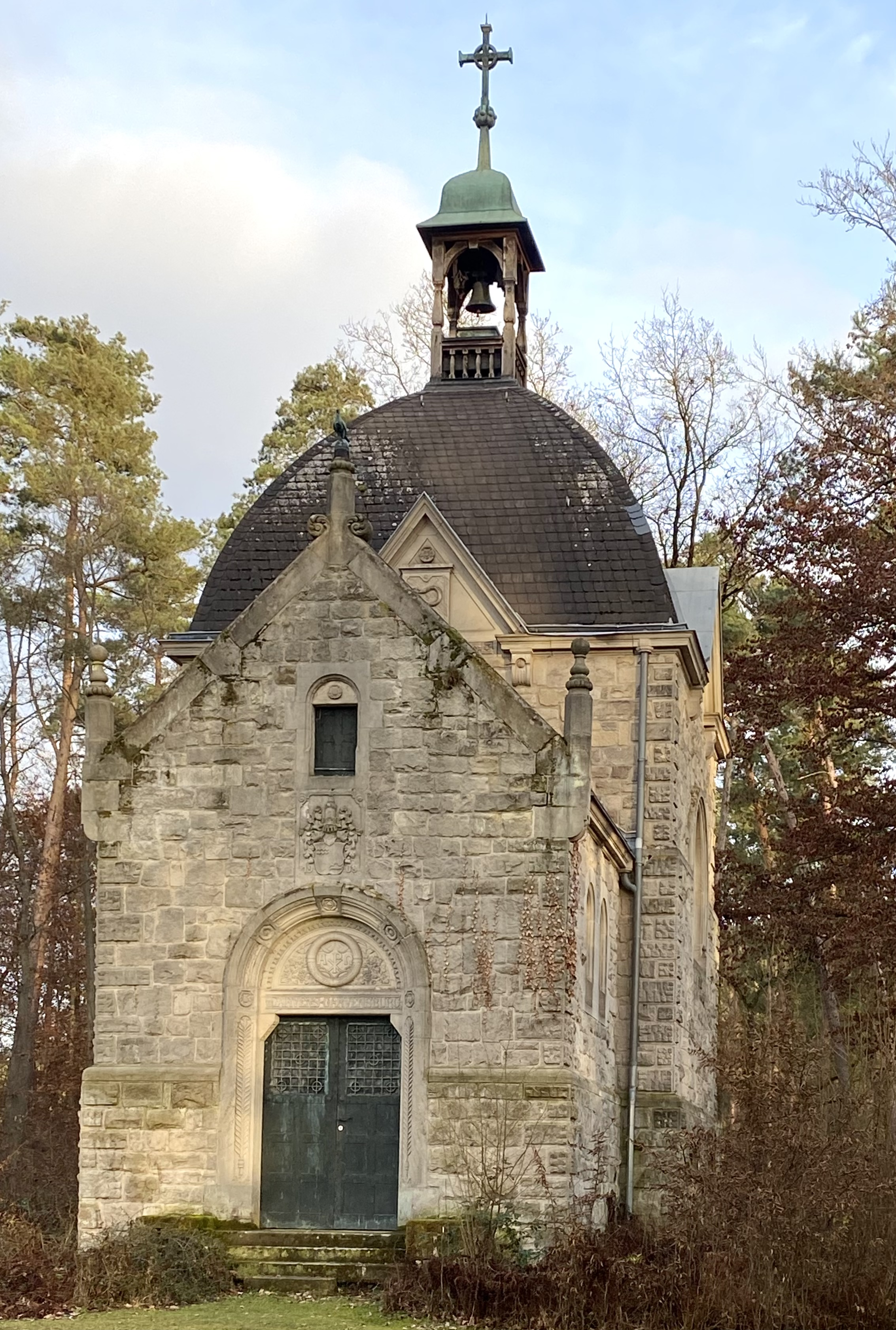
Erbbegräbnis Familie Garvens

1904 wurde in Wülfel die Garvensstraße nach ihm benannt. 1908 wurde er wegen seiner Verdienste um Land und Leute von Fürst Friedrich von Waldeck und Pyrmont in den erblichen Adelsstand erhoben und durfte sich fortan von Garvens-Garvensburg nennen.
Wilhelm Garvens war seit 1881 Mitglied des Vereins Deutscher Ingenieure (VDI) und des Hannoverschen Bezirksvereins des VDI. Nach seinem Tod übernahmen seine Söhne Wolfgang und Herbert von Garvens das Unternehmen, das 1923 in eine Aktiengesellschaft umgewandelt wurde und im Zuge der Weltwirtschaftskrise 1930 in Konkurs ging.